# Kriegerdenkmal Hesepe

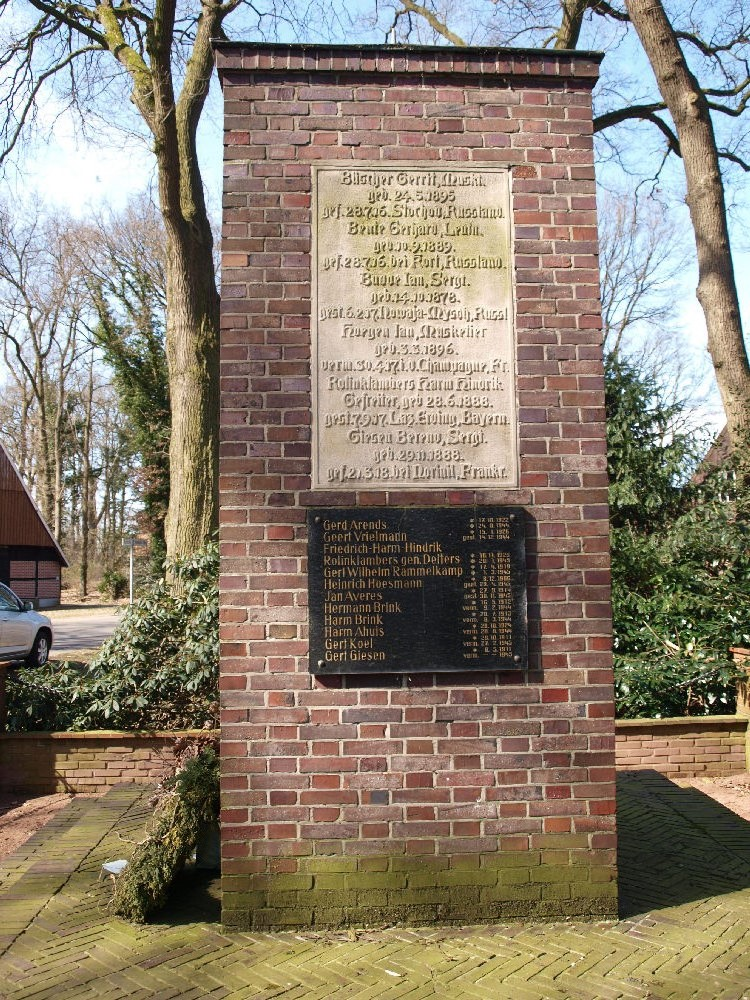
Kriegerdenkmal in Hesepe

Das Kriegerdenkmal der Gemeinde Hesepe von 1929 steht an der Ecke Dorfstraße/Heseper Weg in der bis 1974 bestehenden Gemeinde Hesepe, heute ein Stadtteil von Nordhorn.

## Geschichte
Das Kriegerdenkmal ist eine 1929 eingeweihte Gedenkstätte für die Toten des Ersten Weltkrieges. Das Denkmal wurde aus Ziegelsteinen als turmartiger Mauerblock auf einer quadratischen Grundfläche errichtet. 1954 wurden die Namen der Gefallenen des Zweiten Weltkrieges angebracht.
Die Inschriften lauten:
„Wir haben das Leben geopfert als Deutschland war in Not. Unseren Helden 1914–1918 – Gemeinde Hesepe“
„Unseren lieben Gefallenen 1939–1945 zum Gedenken – Gemeinde Hesepe“